# Ковејранд-Вјеу (Долина Аосте)
Ковејранд-Вјеу је насеље у Италији у округу Долина Аосте, региону Долина Аосте.
Према процени из 2011. у насељу је живело 111 становника. Насеље се налази на надморској висини од 1161 м.